# Julietta (Martinů)
Julietta (französisch: Juliette ou La clé des songes, deutsch: Juliette oder Das Traumbuch) ist eine „lyrische Oper“ in drei Akten von Bohuslav Martinů. Das Libretto verfasste Martinů selbst. Literarische Grundlage ist das Drama Juliette ou La clé des songes (1930) von Georges Neveux. Die Oper wurde am 16. März 1938 im Prager Nationaltheater uraufgeführt.

## Handlung
Der Buchhändler Michel besucht eine kleine Stadt am Meer. Er ist auf der Suche nach Julietta, einer schönen jungen Frau, die er einst dort traf und begegnet nun einer Gesellschaft, die das Gedächtnis verloren hat und kein Zeitgefühl mehr besitzt. Dennoch findet er die Gesuchte, die jedoch wieder entschwindet. Er verliert sich schließlich, ebenso wie die übrigen Personen in eine surreale Traumwelt, in der Realität und Illusion, Raum und Ort sowie Vergangenheit, Gegenwart und Zukunft nicht mehr zu trennen sind. Es erscheinen Polizisten, Kommissare, Verbrecher, Bettler, Nachtwächter und graue Gestalten und immer wieder auch die Stimme von Julietta, wobei Phantasie und Wirklichkeit ineinander verschmelzen.
Martinů selbst fasste die Kernaussage seiner Oper folgendermaßen zusammen:

“The play is a desperate struggle to find something stable on which man can lean, something concrete like memory or consciousness which does not disappear as soon as it is grasped or transform into tragic situations as soon as it is seized.... Through a whole network of unforeseen situations and illogical conclusions runs the thread of human memory, but if this thread is cut, we enter a world where man's deepest desire is to renew his memory. Pick up the thread of the past, even somebody else's, and make it his own ... but if man is unable to maintain his own stability, and keep his common sense, he must remain in this timeless world of no memory.”

„Das Spiel ist ein verzweifelter Kampf, etwas Stabiles zu finden, auf das man sich stützen kann, etwas Konkretes wie Erinnerung oder Bewusstsein, das nicht verschwindet, sobald man es ergreift, oder sich in tragische Situationen verwandelt, sobald man es packt… Durch ein ganzes Netzwerk unvorhergesehener Situationen und unlogischer Schlüsse verläuft der Faden der menschlichen Erinnerung, aber wenn der Faden zerschnitten wird, betreten wir eine Welt, in welcher das tiefste Begehren des Menschen ist, seine Erinnerung zu erneuern. Nimm’ den Faden der Vergangenheit auf, vielleicht sogar den einer anderen Person, und mache ihn zu seinem eigenen… Wenn aber der Mensch unfähig ist, seine eigene Stabilität zu wahren und seinen Verstand zu behalten, muss er in dieser zeitlosen Welt ohne Gedächtnis verbleiben.“

### Erster Akt
Platz eines kleinen Hafens
Auf der rechten Seite zwei Häuser, das eine sehr klein, das andere etwas größer mit einem Obergeschoss und einem Fenster. Links die Läden einer Vogel- und einer Fischhändlerin. Darüber eine Lampe. Im Hintergrund führt ein Weg zum Hafen. Ein Schiffsmast und in der Ferne eine Nebelleuchte.
Szene 1. Michel erscheint mit seinem Koffer in der Hand und sieht sich um. Ein kleiner Araber, der am Boden spielt, teilt ihm mit, dass das Hôtel du Navigateur, in dem er einkehren will, nicht existiere. Er könne ihm auch kein anderes Hotel zeigen, da er keine Beine habe. Der Vater des Arabers dagegen zeigt ihm das Hotel direkt am Kai und ergänzt, dass es in der Stadt niemanden ohne Beine gebe. Michel betritt das Hotel, gefolgt vom alten Araber. Der kleine Araber nimmt sein Spiel wieder auf.
Szene 2. Die Vogelhändlerin und die Fischhändlerin treten neugierig aus ihren Läden. Sie glauben, jemanden gehört zu haben, können sich aber an nichts mehr erinnern. Der kleine Araber bestätigt, dass sich niemand an irgendetwas erinnern kann.
Szene 3. Ein Man mit einer Tschapka schaut aus dem Fenster oberhalb des zweiten Ladens, weil er sich durch den Lärm auf dem Platz gestört fühlt. Alle sind verwirrt. Die beiden Verkäuferinnen ziehen sich verstört in ihre Läden zurück.
Szene 4. Der kleine Araber bittet den Mann mit Tschapka, auf seinem Akkordeon zu spielen. Beide träumen – der Araber von einem Strand mit einem Segelschiff, der Mann von einem kleinen Bahnhof. Sie spüren, das irgendetwas nicht stimmt.
Szene 5. Ein Mann mit einem Tropenhelm tritt von der rechten Seite auf die Bühne und bittet auf großtuerische Weise um Ruhe. Er behauptet, dass er in Kürze auf seinem Dampfschiff abreisen werde. Die anderen bezichtigen ihn der Lüge. Michel ruft aus dem Hotel um Hilfe, weil er mit einem Messer angegriffen wird.
Szene 6. Ein Kommissar erscheint von der linken Seite, um nach dem Grund für die Aufregung zu sehen. Weder der Mann mit dem Helm noch der Mann mit Tschapka wissen irgendetwas. Als Michels erneut ruft, verlangt der Kommissar Einlass in das Haus.
Szene 7. Michel teilt dem Kommissar mit, dass man ihn gezwungen habe, seine gesamte Lebensgeschichte zu erzählen. Daraufhin erklärt ihm der Kommissar, dass sämtliche Einwohner der Stadt ihr Gedächtnis verloren haben und als Ausgleich versuchen, die Erinnerungen Fremder zu erlangen, die sie dann für ihre eigenen halten. Er ist erstaunt, als Michel ihm versichert, sich noch an alles erinnern zu können. Die Männer mit Helm und Tschapka mischen sich in das Gespräch ein. Weitere Einwohner kommen hinzu. Plötzlich weiß niemand mehr, worum es überhaupt geht. Der Kommissar glaubt, er müsse Michel verhaften, überlegt es sich dann aber anders. Jedoch stellt er zur Bedingung, dass Michel seine Fragen beantwortet. Auch der Mann mit Tschapka, der Mann mit Helm und der alte Araber wollen Fragen stellen. Der Kommissar möchte wissen, was seine älteste Kindheitserinnerung ist. Michel entgegnet, dass dies wohl eine mechanische Spielzeugente sei, die quaken konnte. Da sich bisher noch niemand an etwas erinnern konnte, das länger als zehn Minuten zurückliegt, ernennt der Kommissar ihn laut Gesetz zum Bürgermeister. Er erhält drei Insignien: einen Hut, den er unter dem Arm tragen kann, wenn er mal unerkannt bleiben möchte, eine Pistole, die er unter keinen Umständen benutzen darf, und einen Papagei, der ihn jede Viertelstunde an sein Amt erinnern wird. Michel weist diese Ehre zurück. Er möchte am liebsten nach Hause zurückkehren. Der Kommissar erklärt ihm, dass das nicht möglich sei. Michel solle stattdessen zur Stadthalle gehen, um den Bürgern seine Kindheitserinnerungen zu erzählen. Der Kommissar entfernt mit den Einwohnern. Die beiden Araber ziehen sich in ein Haus zurück.
Szene 8. Michel ist mit den Männern mit Helm und Tschapka zurückgeblieben. Sie rätseln über Michels Herkunft. Michel möchte mehr über seine merkwürdige Ernennung zum Bürgermeister erfahren, doch die beiden können sich nicht mehr daran erinnern. Der Mann mit Helm bittet ihn, seine Geschichte zu erzählen. Michel teilt ihnen mit, dass er in Périgueux geboren sei und von seinen Eltern eine kleine Buchhandlung in Paris geerbt habe. Seitdem reise er mit seinen Büchern durch das Land. Eines Nachmittags sei er in einer kleinen Stadt angekommen und habe durch ein offenes Fenster eine Frauenstimme singen gehört. Es war das schönste Mädchen, das man sich vorstellen könne. Aus Furcht, sich zu verlieben, sei er am nächsten Morgen mit dem ersten Zug abgereist, doch habe er seitdem in seinen Träumen immer wieder ihre Stimme gehört. Heute sei er in diese Stadt zurückgekehrt, um sie wiederzufinden. Der Mann mit Hut glaubt ihm nicht. Er ist sich sicher, dass diese Stadt gar keinen Bahnhof habe. Inzwischen ist es Abend geworden, und die beiden Händlerinnen verkünden, dass sie ihre Geschäfte schließen wollen und Michel gehen müsse. Die Vogelhändlerin bemerkt seinen Papagei und glaubt, er habe sie bestohlen. Michel bittet den Mann mit Helm als Zeugen um Hilfe, doch dieser kann sich nicht mehr erinnern. Alle ziehen sich zurück und lassen Michel alleine auf dem Platz.
Da erscheint ein junges Mädchen im Fenster des ersten Stocks. Es ist Julietta, und sie scheint Michel tatsächlich wiederzuerkennen. Vor allem aber will sie wissen, ob Michel sie schön findet. Sie bittet ihn zu warten, während sie in ihre Wohnung zurückgeht. Unterdessen kehrt der Kommissar zurück. Er ist nun als Briefträger gekleidet und erinnert sich nicht mehr an seine vorige Funktion. Stattdessen teilt er Michel mit, dass er als Neuankömmling keine Briefe erwarten könne, weil er nur drei Jahre alte Briefe ausliefere – die Menschen würden alte Briefe bevorzugen. Allmählich kommt Michel der Gedanke, dass Alles nur ein Traum sei. Der Briefträger meint, dass das jeder hier denke. Er schlägt ein Kartenspiel vor, um herauszufinden, ob es stimmt. Wer den ersten König ziehe, verliere und sei der Träumer. Doch beide ziehen nur andere Karten. Daraus schließt der Briefträger, dass keiner von ihnen träume. Der Briefträger macht sich auf den Weg, und Julietta erscheint wieder am Fenster, erfreut, dass Michel noch da ist. Michel erzählt ihr von seiner Liebe. Sie bittet ihn, am Waldrand an der Wegkreuzung bei dem Brunnen auf sie warten, wo sie ihm alles erklären möchte.

### Zweiter Akt
Im Wald, an der Kreuzung der vier Wege; im Hintergrund ein kleiner Brunnen
(Die Ausstattung des ersten Akts bleibt für das Intermezzo liegen.)
Szene 1. Michel sitzt alleine am Brunnen und spielt mit den Steinen. Drei Herren (Frauen in Travestie, zwei in grauer Kleidung, der dritte blau mit einem Jagdhorn) irren auf der Suche nach einer Feier durch den Wald und rufen lautstark nach Julietta.
Szene 2. Ein gebeugter Mann, Väterchen Jugend, kommt mit einem Korb voller Weinflaschen zu Michel und teilt ihm mit, dass er anderen Menschen alte Geschichten erzähle, um ihnen ihre Erinnerungen zurückzubringen.
Szene 3. Hinter der Szene erklingt ein Jagdhorn. Ein alter Mann und eine kleine alte Frau begrüßen Väterchen Jugend. Michel versteckt sich unterdessen hinter dem Brunnen. Die alten Leute unterhalten sich mit gedämpfter Stimme, wie in einem Traum, über ihre vermeintlichen Jugenderinnerungen.
Szene 4. Nachdem die Alten gegangen sind, kommt aus dem Hintergrund die Handleserin, die ein rotes Tuch trägt, nach vorne. Sie behauptet, nicht die Zukunft, sondern die Vergangenheit ablesen zu können. Obwohl ihr Versuch, die Augenfarbe von Michels Großmutter zu nennen, nicht mit Michels Erinnerungen übereinstimmt, beharrt sie darauf, Recht zu haben und verwirrt Michel dadurch. Als sie vorgibt, auch Träume deuten zu können, erzählt Michel ihm von einem großen Wald, einer kleinen Schenke und einer Wegkreuzung. Die Handleserin erkennt darin Eifersucht und Liebe. Sie warnt Michel vage vor einer Gefahr und zieht sich in die Dunkelheit zurück. Auch Väterchen Jugend ist fort.
Szene 5. Endlich kommt Julietta. Sie und Michel begrüßen sich freudig und nennen sich erstmals ihre Namen. Julietta kann sich jetzt nicht mehr an ihre erste Begegnung erinnern. Michel aber versichert ihr, dass er sie nie vergessen habe. Beide erklären sich ihre Liebe. Ein Echo wiederholt ihre Worte.
Szene 6 (A). Ein Andenkenhändler preist seine Ware an: Alte Fotografien aus Ägypten, Spanien und Italien. Schon „erinnert“ sich Julietta an einen gemeinsamen Urlaub mit Michel in Spanien. Michel will von diesen Fälschungen nichts wissen. Er verspricht Julietta, ihm stattdessen seine echten Erinnerungen zu erzählen. Der Verkäufer zieht enttäuscht weiter.
Szene 6 (B). Michel berichtet Julietta von ihrer ersten Begegnung. Er sei grau gekleidet gewesen und habe einen Koffer aus Krokodilleder getragen. Sie habe auf sein Winken mit Lachen reagiert. Julietta ist zunächst enttäuscht, dass nichts Aufregenderes passiert sein soll. Nach einigem Nachdenken erinnert sie sich aber: Sie habe gelacht, weil er sie an das größte der ausgestopften Krokodile in ihrer Wohnung erinnert habe. Da erklingen Hornklänge aus dem Wald. Julietta verliert das Interesse an Michel und verabschiedet sich. Als Michel sie nach Hause begleiten will, schreit sie, er solle sie in Ruhe lassen. Er lässt sie ziehen und schaut ihr nach, wie sie im Wald verschwindet. Dann zieht er die Pistole aus seiner Tasche und zielt in ihre Richtung. Ein Schuss fällt, und Julietta schreit auf. Michel kann nicht glauben, tatsächlich geschossen zu haben. Er läuft in die Richtung, in die Julietta verschwunden ist.
Szene 7. Von der anderen Seite kommen der alte Araber, der Mann mit dem Tropenhelm, der Mann mit Tschapka und weitere Einwohner. Sie scheinen etwas auf dem Boden zu suchen. Michel versucht, sich zu verstecken, wird aber vom alten Araber entdeckt. Die Leute wollen wissen, wer geschossen habe. Sie seien ein Tribunal. Der Mann mit Tschapka stellt sich als Staatsanwalt vor. Der Mann mit Tschapka übernimmt die Aufgabe eines Richters und verurteilt Michel zum Tode. Der alte Araber ist der Henker. Da erscheint die Handleserin und flüstert Michel zu, dass er lediglich eine Geschichte aus seiner Jugend zu erzählen brauche, damit sie alles vergessen. Michel erzählt ihnen die vermeintlichen Erinnerungen Juliettas aus Spanien und führt sie dabei allmählich in den Wald. Der Vorhang fällt.
Intermezzo (Szene 8, vor dem Vorhang). Nachdem Michel dem Tribunal entkommen ist, trifft er wieder auf den Kommissar aus dem ersten Akt, der jetzt als Waldhüter gekleidet ist. Er teilt Michel mit, dass er selbst den Schuss abgefeuert habe, um ein Wasserhuhn zu jagen. Der Waldhüter weist Michel den Weg zur Stadt und entfernt sich.
Szene 9. Michel ist wieder zurück in der Stadt. Das Schiff hat inzwischen angelegt, und auf dem Laufsteg spielen zwei Matrosen Karten. Michel bittet sie, im Wald nach Julietta zu sehen. Sie holen eine Bahre aus dem Schiff und gehen in den Wald.
Szene 10. Der Mann mit dem Tropenhelm fragt Michel, ob er der Passagier sei, der auf seinem Schiff erwartet werde. Michel bestätigt das. Er nähert sich Juliettas Haus.
Szene 11. Die beiden Matrosen kehren mit der leeren Bahre zurück. Sie haben nur ein Tuch gefunden, aber kein Zeichen von Julietta. Michel nimmt das Tuch an sich. Die Matrosen gehen in die Schenke. Michel klopft heftig an die Tür von Juliettas Haus.
Szene 12. Empört über die Störung öffnet eine alte Dame die Tür. Michel fragt sie, ob Julietta zurückgekehrt ist. Die Dame kann sich nicht an sie erinnern. Sie weigert sich, Michel einzulassen, und schlägt die Tür zu.
Szene 13. Nach einer Weile kommt der junge Matrose aus der Schenke und bittet Michel um das Tuch. Michel fragt ihn, ob er sich erinnern könne, was er bei seiner Ankunft gesagt habe. Der junge Matrose glaubt, er habe überhaupt nichts gesagt. Der Mann mit dem Tropenhelm verkündet die bevorstehende Abfahrt. Als Michel den Laufsteg betritt, erklingt in der Ferne Juliettas Stimme, die über den Verlust ihres Geliebten klagt. Michel wundert sich über das Lied. Er betritt das Schiff. Der Vorhang senkt sich langsam.

### Dritter Akt
Ein Raum, der wie ein Reisebüro aussieht
Im Hintergrund ein Treppenhaus und eine Tür. Zwei weitere Türen links und rechts. In der Nähe der linken Tür kleine Türen zu einem Büro mit dem Schild „Ankunft“. Auf der anderen Seite „Abreise“.
Szene 1. Beim Heben des Vorhangs sieht man einen Beamten vor dem Abreise-Büro schlummern. Nach einer Weile tritt Michel durch die hintere Tür ein und sieht sich um. Er gerät kurz in Panik, weil er glaubt, eingeschlossen zu sein. Dann entdeckt er den Beamten und weckt ihn. Er erfährt, dass er sich wie jede Nacht im zentralen Traumbüro befinde. In der Realität liege er gleichzeitig in seinem Bett und träume. Er, der Beamte, sei der einzige, der nicht träume.
Szene 2. Ein Hotelpage tritt ein. Er möchte wie beim letzten Mal mit Buffalo Bill in der Prärie auf Indianerjagd gehen und hofft, dabei ein bestimmtes Mädchen wiederzusehen. Obwohl der Beamte ihm erklärt, dass Buffalo Bill heute frei hat, nimmt der Mann ein Ticket. Er hat nur wenige Minuten Zeit, bis sein Wecker klingelt.
Szene 3. Ein blinder Bettler geht dem Beamten mit seiner umständlichen und übertrieben höflichen Konversation auf die Nerven. Er möchte die Gegenden sehen, die in den Werbebroschüren fremder Länder abgebildet sind. Der Beamte schlägt ihm ein Ziel vor, stellt dann aber fest, dass Bettler nur am Dienstag träumen dürfen – doch heute ist Mittwoch. Der Bettler entschuldigt sich damit, dass er am Vortag nicht kommen konnte, weil es in der Ausnüchterungszelle zu unruhig zum Schlafen war. Der Beamte verspricht ihm, dass er das von ihm gesuchte Mädchen Julietta auch am nächsten Dienstag noch sehen könne. Dieser Name erregt Michels Aufmerksamkeit. Er verlangt, noch einmal in seinen Traum zurückkehren zu können. Der Beamte warnt ihn, dass er sich dadurch in große Gefahr bringe. Er werde es verstehen, wenn die grau gekleideten Männer auftauchen.
Szene 4. Der Hotelpage kehrt begeistert aus seinem Traum zurück. Als er von einem als Wilde gekleideten Mädchen schwärmt, fragt Michel ihn nach deren Namen. Er lautet Julietta. Eine Männerstimme hinter der Bühne ruft wütend nach dem Pagen – sein Chef hat ihn beim Schlafen ertappt.
Szene 5. Ein Sträfling, der zu lebenslänglichem Gefängnis verurteilt wurde, möchte ein letztes Mal von einem großen Raum träumen – mit Fenstern, deren Gitter bei der kleinsten Berührung zerbröseln. Außerdem möchte er das kleine Mädchen mit der roten Haarschleife wiedersehen.
Szene 6. Von der rechten Tür tritt ein von Rauch völlig schwarz gefärbter Mann ein, der sich erschöpft hinsetzt. Es ist der Lokomotivführer des Orient-Express, der noch einmal mit seiner verstorbenen Tochter zusammentreffen möchte. Er zeigt dem Beamten ein Album mit einem Foto des Mädchens. Als Michel einen Blick darauf wirft, bemerkt er, dass alle Seiten des Albums leer sind.
Szene 7. Mittlerweile ist der Sträfling zurückgekehrt. Michel erfährt zu seinem Erstaunen, dass auch dessen Mädchen Julietta heißt. Er bemerkt, dass im Hintergrund einige Menschen hin- und herwandern. Der Beamte erklärt ihm, dass dies die grau gekleideten Männer seien, die aus ihren Träumen nicht mehr erwacht sind. Wenn Michel zu lange hierbleibe, werde er wie sie werden und für immer bleiben müssen. Michel verspricht, aufzupassen, will aber bis zum letzten Moment warten. Da bemerkt er, dass der Beamte fort ist. Er ruft nach ihm.
Szene 8. Michel bereitet sich darauf vor, zu gehen. In diesem Moment hört er hinter der Tür die Stimme Juliettas, die seinen Namen ruft. Er kann die Tür jedoch nicht öffnen. Die Stimme des Nachtwächters verkündet die bevorstehende Schließung der Einrichtung. Julietta fleht Michel an, das zu ignorieren und bei ihr zu bleiben. Trotz weiterer Warnungen des Wächters kann sich Michel nicht von Julietta lösen. Doch sie antwortet nicht mehr.
Allmählich erscheint ein Teil der Bühneneinrichtung des ersten Akts mit den beiden Arabern. Mit monotoner Stimme teilt der kleine Araber seinem Vater mit, dass ein Herr das Hôtel du Navigateur suche. Der alte Araber entgegnet, dass das Hotel hier sei. Ein Echo bestätigt das. Wie Marionetten erscheinen nun die beiden Verkäuferinnen, der Mann mit dem Tropenhelm und andere Einwohner. Die Traumhandlung könnte von vorne anfangen.

## Gestaltung
Harry Halbreich wies darauf hin, dass der Charakter des Michel einige Ähnlichkeiten mit den passiven Eigenschaften von Martinůs eigener Persönlichkeit aufweise. Michel fehlen zwar die „männlichen Züge, die nüchterne Vernunft, auch die reine Freude an der handwerklichen Tat und an der geistigen Leistung“, doch handele es sich um einen „schwärmerischen Idealisten auf der Suche nach dem Ewigweiblichen als Verkörperung von Jugend, Schönheit und friedlicher Harmonie“. Ende 1937, kurz nach Fertigstellung der Komposition, begegnete Martinů zum ersten Mal seiner Liebe Vitulka Kaprálová, die für ihn zur „wahre[n] Verkörperung“ der Julietta wurde.:168f
Musikalisch vereint die Oper drei verschiedene Stile – die tschechische (mährische) Tradition Leoš Janáčeks, den französische Impressionismus Claude Debussys (besonders dessen Oper Pelléas et Mélisande) und den neoklassizistischen Stil der Groupe des Six. Die äußert farbige Klangsprache kommt mit einer erweiterten Tonalität aus. Die erstmals 1918 von Leoš Janáček in der Rhapsodie Taras Bulba eingesetzte „mährische Kadenz“ verwendet Martinů hier so prägnant, dass sie fortan zu einem Erkennungszeichen seiner Musik wurde. Typische Merkmale sind ein Querstand und die Auflösung aus der zweiten Stufe.:59
Der Großteil der Handlung findet in den deklamatorischen Dialogen statt, was die Textverständlichkeit sicherstellt. Es gibt keine großen Arien. Das mehrfach vorgetragene Lied Juliettas „Moje láska v dálce se ztratila“ („Meine Liebe ist in der Ferne entschwunden“) ist das einzige der gesamten Oper.:2
Auffällig ist, dass Martinů mehrfach ganze Abschnitte in neuen Kontexten wiederholt. Sie werden somit zu Symbolen für bestimmte Bilder der Traumwelt. Außerdem gibt es Erinnerungsmotive, die er allerdings nicht konsequent als Leitmotive weiterverarbeitet.

### Orchester
Die Orchesterbesetzung der Oper enthält die folgenden Instrumente:
- Holzbläser: drei Flöten (3. auch Piccolo), drei Oboen (3. auch Englischhorn), zwei Klarinetten, zwei Fagotte
- Blechbläser: vier Hörner, drei Trompeten, drei Posaunen, Tuba
- Pauken, Schlagzeug: große Trommel, Becken, kleine Trommel, Triangel, Glockenspiel, Xylophon, Tamburin, Tamtam
- Celesta, Klavier
- Streicher
- Bühnenmusik: Akkordeon

## Werkgeschichte

### Entstehung
Das Textbuch dieser Oper schrieb Martinů selbst. Es basiert auf dem 1927 entstandenen und 1930 im Theâtre de l’Avenue in Paris uraufgeführten Schauspiel Juliette ou La clé des songes von Georges Neveux. Dieses Stück war bei der Premiere sehr kontrovers aufgenommen worden, erreichte aber später eine größere Akzeptanz. Martinů, der es vermutlich 1932 kennenlernte, war von Sujet und Sprache des Werks begeistert. Er hatte sich bereits seit Jahren mit „Fragen der Verschmelzung von Traum und Wirklichkeit, von Vergangenheit und Gegenwart sowie der Spaltung der Persönlichkeit“ beschäftigt und sich dem Surrealismus angenähert. Neveux’ Schauspiel gilt als eines der Hauptwerke dieser Bewegung.:168
Martinů arbeitete das Drama mit Zustimmung des Autors in ein Libretto um. Das erste Szenarium verfasste er in französischer Sprache, entschied sich dann aber für eine tschechische Übersetzung. Die Komposition entstand zwischen dem 17. Mai 1936 und dem 24. Januar 1937. Er widmete sie dem Dirigenten Václav Talich. Der erste Akt war am 17. Juni 1936 vollendet, der zweite am 3. November 1936 und der Klavierauszug am 15. November 1936.:163 Während dieser Zeit komponierte Martinů noch mehrere kleinere Bühnenwerke. Obwohl er den Text der Vorlage um mehr als die Hälfte kürzte, blieb die Struktur und ein Großteil des Inhalts erhalten. Anders als in der Vorlage, in der Michel unsicher bleibt, ob er in der Traumwelt verbleiben sollte, wechselt die Oper am Ende konkret in die Anfangsszene zurück. Später bemühte sich Martinů selbst um eine Rückübersetzung ins Französische, an der er noch kurz vor seinem Tod im Krankenbett arbeitete und beinahe vollendete. Sie wurde erst im Frühjahr 2003 von Harry Halbreich in Polička entdeckt und basiert weitgehend auf Neveux’ Vorlage.:164f

### Uraufführung
Die Uraufführung fand am 16. März 1938 im Prager Nationaltheater unter der musikalischen Leitung von Václav Talich statt. Die Inszenierung stammte von Jindřich Honzl, die Bühnenbilder von František Muzika und die Choreografie von Joe (Josef) Jenčík. Die Hauptrollen sangen Jaroslav Gleich (Michel) und Ota Horáková (Julietta). Die weiteren Mitwirkenden waren Karel Hruška (Kommissar/Briefträger/Waldhüter), Štěpánka Štěpánová (kleiner Araber), Luděk Mandaus (alter Araber und Sträfling), Ema Miřiovská (Vogelhändlerin), Marie Pixová (Fischhändlerin), Zdeněk Otava (Mann mit Tropenhelm), Jan Konstantin (Mann mit Tschapka und Andenkenhändler), Naďa (Anna) Kejřová, Marie Budíková und Anna Petridesová (drei Herren), Josef Celerin (Väterchen Jugend), Josef Křikava (der Alte), Marie Veselá (die kleine Alte), Božena Kozlíková (alte Dame), Marie Podvalová (Handleserin), Josef Vojta (junger Matrose und Lokomotivführer), Josef Munclinger (alter Matrose), Miloslav Jeník (Beamter), Antonie (Táňa) Tomanová (Hotelpage), Stanislav Muž (blinder Bettler), Emil Bergmann (Männerstimme hinter der Bühne) und Hanuš Thein (Nachtwächter).
Die Produktion war ein großer Erfolg. Der bei der Premiere anwesende Neveux meinte daraufhin, dass er sein Werk jetzt zum ersten Mal gehört habe. Wegen der politischen Lage wurde das Werk dennoch in den nächsten Jahren in der Tschechoslowakei nicht mehr gespielt, und auch im Ausland fand es zunächst nur schwer den Weg auf die Spielpläne.

### Weitere Produktionen
Die deutsche Erstaufführung unter der Leitung des Dirigenten Ludwig Kaufmann fand in Anwesenheit des Komponisten am 25. Januar 1959 im Hessischen Staatstheater Wiesbaden statt. Kaufmann erstellte auch die deutsche Textfassung. Regie führte Walther Pohl, das Bühnenbild stammte von Ruodi Barth, und die Rolle des Michel sang Georg Paskuda. Obwohl das Publikum offenbar zunächst Schwierigkeiten mit dem Werk hatte, reagierte es anschließend mit großem Beifall.
1962 wurde in der Salle Gaveau in Paris eine stark gekürzte konzertante Aufführung in französischer Sprache (Übersetzung: B. Horowitz) unter dem Dirigenten Charles Bruck gespielt:164 und im Rundfunk übertragen.
In Prag wurde Julietta am 5. April 1963 unter der Leitung von Jaroslav Krombholc wieder gespielt – diesmal in einer Inszenierung von Václav Kašlík mit einem Bühnenbild von Josef Svoboda. Auf Basis dieser Produktion erschien auch eine CD mit Ivo Žídek als Michel und Maria Tauberová als Julietta. Diese Inszenierung wurde auch 1965 in Hannover gespielt und dort vom Publikum sehr gut aufgenommen. Hier dirigierte George Alexander Albrecht. Theo Altmeyer sang den Michel.
1976 gab es die szenische französische Erstaufführung im Théâtre des Arts in Rouen mit Anne-Marie Blanzat in der Titelrolle und Rémy Corazza als Michel. Dirigent war Paul Ethuin, Regie führte Jean-Jacques Etcheverry, für das Bühnenbild war Jean-Denis Malclès zuständig.
Die britische Erstaufführung fand am 5. April 1978 im London Coliseum durch die New Opera Company in Zusammenarbeit mit der English National Opera statt. Die musikalische Leitung hatte Charles Mackerras, Regie führte Anthony Besch, und die Bühne stammte von John Stoddart. Die Titelrolle sang Sally Burgess. Gespielt wurde eine ungekürzte englische Fassung von Brian Large.
Inzwischen wird das Werk zunehmend häufiger gespielt:
- 1989: Prag[8]
- 1991: Salzburger Festspiele (konzertant; Dirigent: Pinchas Steinberg, Julietta: Lucia Popp)[6]
- 1992: Oper Bielefeld (Regie: John Dew).[9]
- 1997: Opera North in Leeds (Dirigent: Steuart Bedford, Regie: David Pountney; Bühne: Stefanos Lazaridis); englische Übersetzung des Regisseurs; 2000 im Prager Nationaltheater; Wiederaufnahme 2003 auch in Manchester, Glasgow, Nottingham und Newcastle.[9][6][10][11]
- 2002: Bregenzer Festspiele (Dirigent: Dietfried Bernet); neue deutsche Übersetzung von Ales Brezina und Bernet mit dem Titel Juliette oder Das Traumbuch; auch auf CD erschienen.[9]
- 2002: Opéra Garnier Paris (Inszenierung: Richard Jones).[9][12]
- 2006: Opéra Bastille Paris; Erstaufführung der 2003 wiederaufgefundenen französischen Textfassung Martinůs.[3]:164
- 2012: Grand Théâtre de Genève.[13]
- 2014: Theater Bremen.[14]
- 2015: Oper Frankfurt.[15]
- 2016: Berliner Staatsoper (Dirigent: Daniel Barenboim, Inszenierung: Claus Guth, Michel: Rolando Villazón, Julietta: Magdalena Kožená).[16]
- 2017: Prager Nationaltheater (Dirigent: Jaroslav Kyzlink, Inszenierung: Zuzana Gilhuus). Video-Übertragung bei Operavision.[17][18]
- 2018: Opernhaus Wuppertal (Dirigent: Johannes Pell, Inszenierung: Inga Levant); in deutscher Sprache.[19]
- 2019: Antonín-Dvořák-Theater Ostrava (Mährisch Ostrau); in tschechischer Sprache.[20]

### Abgeleitete Werke
Julietta galt dem Komponisten als sein wichtigstes Werk, mit dem er sich bis zu seinem Lebensende immer wieder beschäftigte.:168 Im April 1939 wurden im Vieux-Moulin seine Drei Bruchstücke aus Oper „Juliette“ konzertant uraufgeführt, für die er den ursprünglichen französischen Text Neveux’ verwendete. Es handelt sich (1) um die dritte Szene des zweiten Akts, (2) die vierte und fünfte Szene und den Schluss des zweiten Akts und (3) die Schlussszene des dritten Akts mit dem Orchesterzwischenspiel.:290 Für den Pianisten Rudolf Firkušný bearbeitete Martinů 1941 (?) außerdem die dritte Szene des zweiten Akts aus dem Gedächtnis für Klavier.:415 Im dritten Satz seiner 6. Sinfonie (1946) zitierte er die Takte 45 bis 58 der fünften Szene des zweiten Akts.:168
1969 richtete der Komponist Zbyněk Vostřák eine Orchestersuite aus einzelnen Orchesterstellen der Oper in nach rein musikalischen Kriterien geordneter Abfolge ein.:291

## Aufnahmen
- 1962 – Charles Bruck (Dirigent), Orchestre Lyrique de l’ORTF Paris, Chorale Madrigal.
 Andrée Esposito (Julietta), Jean Giraudeau (Michel), Joseph Peyron (Kommissar), Bernard Demigny (Mann mit Helm), Berthe Kal (kleiner Araber), Lucien Lovano (alter Araber und der Alte), Irma Kolassi (die kleine Alte), Solange Michel (Alte Dame).
 Live, konzertant aus Paris, ohne Szenen 7, 8, 10 des zweiten Akts und Szenen 4 und 6 des dritten Akts.
 Chant du monde CD: 278 995/6.[21]:9111
- 1964 – Jaroslav Krombholc (Dirigent), Orchester und Chor des Prager Nationaltheaters.
 Maria Tauberova (Julietta), Ivo Zidek (Michel), Antonin Zlesák (Kommissar), Zdenek Otava (Mann mit Helm), Václav Bednár (Mann mit Tschapka), Ivana Mixová (kleiner Araber), Vladimir Jedenáctic (alter Araber), Jaroslav Horácek (der Alte), Milada Cadikovicova (alte Dame).
 Studioaufnahme, vollständig.
 Supraphon SU 3626-2 612 (2 CD), Supraphon LP: SUA 10611/13 (3 LP).[21]:9113
- 17. August 1991 – Pinchas Steinberg (Dirigent), Orchester und Symphonie-Orchester des ORF Wien.
 Lucia Popp (Julietta), Denes Gulyas (Michel), Helmut Wildhaber (Kommissar), Claudio Otelli (Mann mit Helm), Hans Franzen (Mann mit Tschapka und der Alte), Nelly Boschkova (kleiner Araber), Matteo de Monti (alter Araber), Angelika Kirchschlager (alte Dame).
 Live, konzertant aus Salzburg.[21]:9115
- 13. November 2002 – Marc Albrecht (Dirigent), Richard Jones (Inszenierung), Orchester und Chor der Pariser Oper.
 Alexia Cousin (Julietta), William Burden (Michel), Yvan Mathiak (Kommissar), Laurent Naouri (Mann mit Helm), Karine Deshayes (kleiner Araber), Christian Tréguier (alter Araber), Alain Vernhes (der Alte), Martina Mahé (alte Dame, Fischhändlerin).
 Live aus der Opéra Garnier Paris.[21]:9117
- Juli 2002 – Dietfried Bernet (Dirigent), Katja Czellnik (Inszenierung), Wiener Symphoniker, Bregenzer Festspielchor.
 Eva-Maria Westbroek (Julietta), Johannes Chum (Michel), Eberhard Francesco Lorenz (Kommissar), Matteo de Monti (Mann mit Helm), Richard Salter (Mann mit Tschapka und der Alte), Susanne Reinhard (kleiner Araber), Adalbert Waller (alter Araber), Hanna Fahlbusch-Wald (alte Frau und Vogelhändlerin), Sulie Girardi (alte Dame).
 Live aus Bregenz; deutsche Fassung von Dietfried Bernet und Ales Brezina.
 Koch Edition Bregenzer Festspiele VMS 106 (3 CDs).[21]:9119
- 2017 – Jaroslav Kyzlink (Dirigent), Zuzana Gilhuus (Inszenierung), Tomáš Kypta (Kostüme), Radim Vizváry (Choreografie), Orchester und Chor des Prager Nationaltheaters.
 Alžběta Poláčková (Julietta), Peter Berger (Michel), Ondřej Koplík (Kommissar, Beamter, Briefträger, Waldhüter), Marek Gurbal (Mann mit Helm), Jiří Hájek (Mann mit Tschapka, Andenkenhändler), Michaela Zajmi (kleiner Araber, Hotelpage), Yevhen Shokalo (alter Araber, Sträfling), Ivan Kusnjer (der Alte, alter Matrose), Petr Levíček (Polizist), Stanislava Jirků (Handleserin), Lucie Hájková (Vogelhändlerin), Yvona Škvárová (Fischhändlerin), Jan Šťáva (alter Mann, Bettler), Michal Bragagnolo (junger Matrose), Milan Stehlík (Nachtwächter).
 Video; live aus Prag.
 Internetstream bei Operavision.[17]